# Anfiteatro de Saintes
El anfiteatro de Saintes, localmente conocido como las Arenas de Saintes, es un antiguo anfiteatro romano situado en Mediolanum Santonum (actual ciudad de Saintes), capital de la civitas Santonum (la ciudad de los Sántonos, una subdivisión administrativa romana) y de la provincia de Galia Aquitania.
Su construcción pudo haber comenzado bajo el reinado del emperador Augusto (27 a. C. -14 d. C.) y terminado durante el gobierno de Claudio (41-54 a. C.), lo que probablemente lo convierta en uno de los primeros edificios de este tipo construidos en la Galia. 
La disposición de este anfiteatro, de 126,40 × 101,60 m, aprovecha al máximo el terreno natural, un estrecho valle sobre el que se apoya, lo que permite limitar al máximo la importancia de la mampostería a ejecutar. Tras su abandono, probablemente en la primera mitad del siglo IV, su espacio se va rellenando paulatinamente, se reutiliza su mampostería pero aún queda visible dentro del paisaje urbano.
Sus restos, bien conservados, están clasificados como monumento histórico de Francia en la lista de 1840 aunque requieren periódicamente trabajos de restauración ya que, de forma natural, tienden a deteriorarse.

## Ubicación
El anfiteatro está ubicado al suroeste de la ciudad antigua, en el borde del área urbanizada servida por la carretera. El lugar escogido para el establecimiento del monumento es una vaguada orientada de este a oeste y abierto al este hacia Charente. El anfiteatro se beneficia así, por sus partes norte y sur, del apoyo de las laderas de la vaguada, lo que ahorra mucha mampostería. 
Limita al oeste con la carretera de Saintes a Burdeos que pasa en lo alto del terraplén que sostiene el monumento.
El anfiteatro ocupa un emplazamiento central dentro de la moderna ciudad que se ha ido construyendo a su alrededor desde el siglo XIX. Al este, la Avenue des Arènes prolonga la entrada al anfiteatro hacia Charente.

## Historia

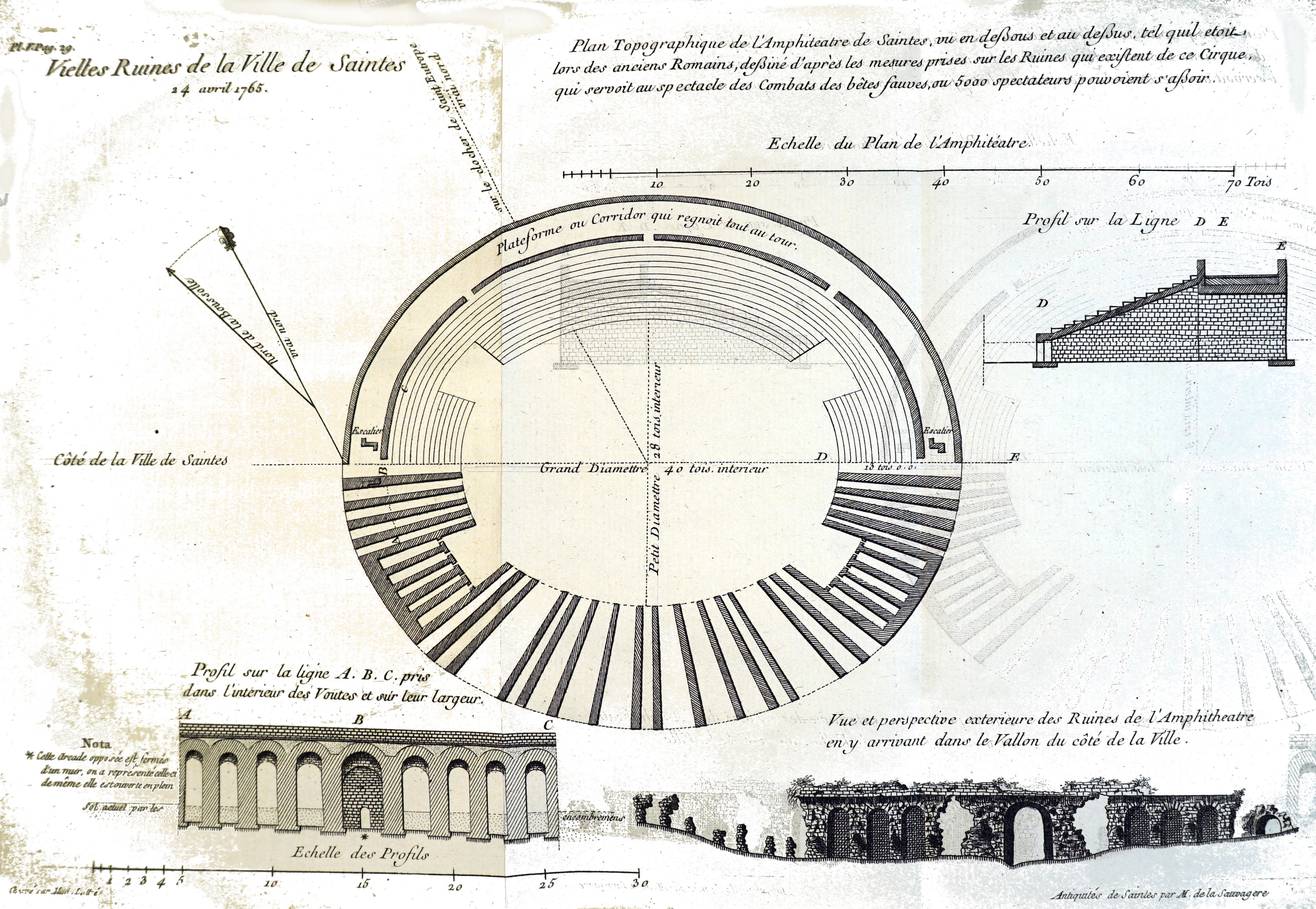
Dibujo del.

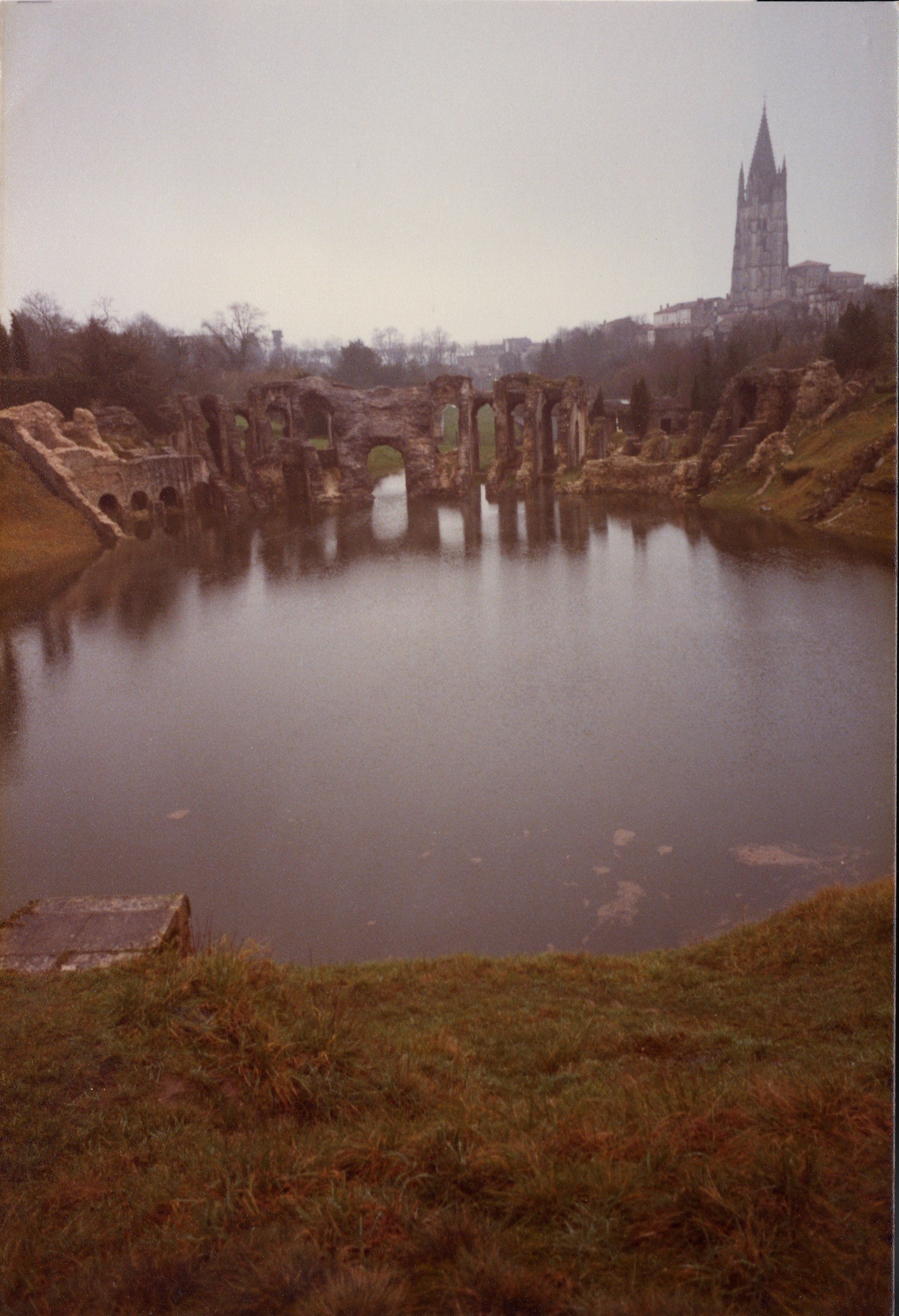
Inundaciones de 1982.

Posiblemente comenzó durante el reinado del emperador Augusto (27 a. C. -14 a. C.), se termina bajo Claude (41-54 a. C.), como lo demuestra un fragmento de inscripción encontrado en el propio monumento y que menciona a este emperador;ciertas características arquitectónicas del monumento, propias del período julio-claudiano, confirman esta datación. Un canalón de madera, que data de finales del siglo III, rodea la arena, lo que da fe de que el anfiteatro fue objeto de un gran proyecto de renovación o rehabilitación y que todavía se usaba en ese momento.
En la primera mitad del siglo IV, sin embargo, el monumento parece descuidado y su arena comienza a llenarse poco a poco. El anfiteatro se utiliza como cantera después de su abandono durante los siglos III y IV, siendo reutilizada su mampostería para la construcción del recinto de Saintes, luego durante la Edad Media. En el siglo VIII, se instala un hábitat en su cavea.
Se reconoce desde el siglo XVIII como edificio para espectáculos antiguos, luego se levantaron sus ruinas, y en 1840 el anfiteatro se incorporó a la primera lista de monumentos históricos, siendo confirmada su clasificación en 1914. Las excavaciones se realizaron en 1877 al mismo tiempo que se limpiaba y restauraba el monumento, lo que permitió que, en ocasiones, retomara su función como escenario de espectáculos de finales del siglo XIX a expensas de la conservación de sus restos.

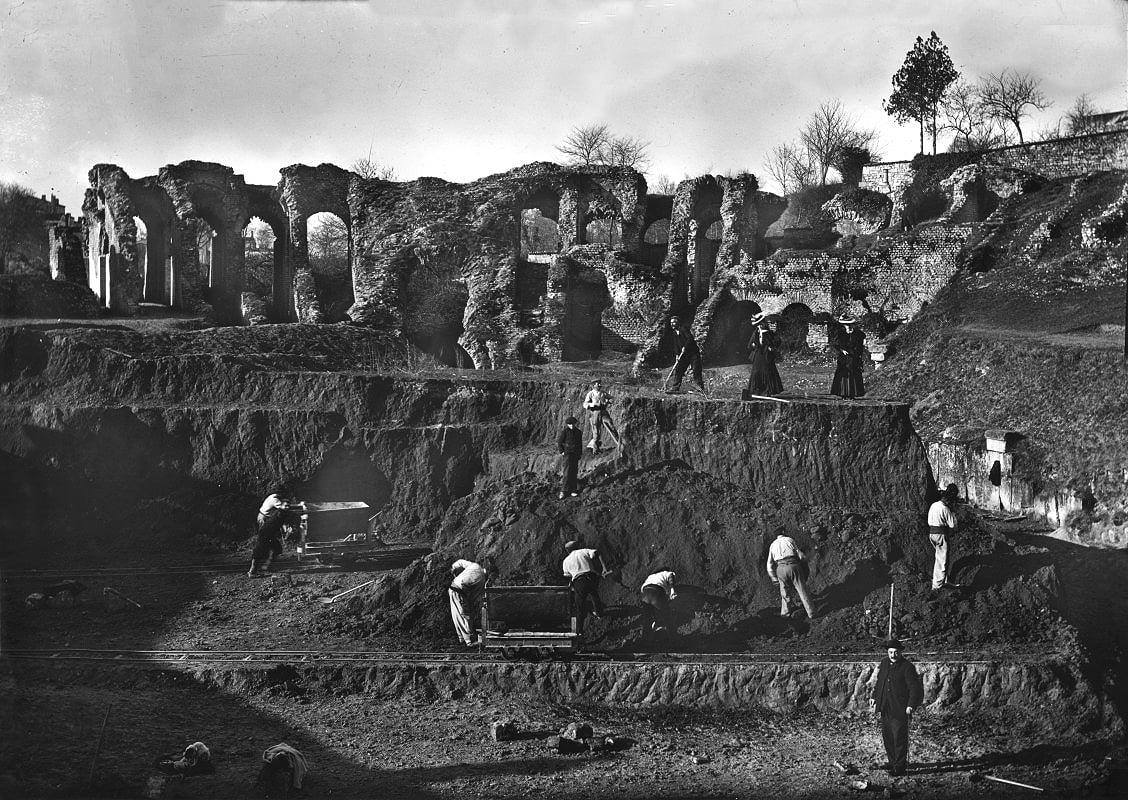
Trabajos de limpieza en 1906.

Los trabajos de limpieza de la arena, enterrados bajo varios metros de sedimentos, se llevaron a cabo en 1906. En 1982, graves inundaciones afectaron el monumento, invadieron la arena y provocaron derrumbes, particularmente en el vomitorio occidental.
En el siglo XXI solo quedan la arena, los cimientos del edificio y la mayoría de las paredes radiantes de los cajones, así como las bóvedas cerca de la entrada este; se han limpiado y resaltado algunas gradas originales, mientras que otras se han reconstruido con el mismo modelo. El anfiteatro de Saintes sigue siendo uno de los mejor conservados de la antigua provincia de Aquitania Galia, pero se está deteriorando gradualmente y su arena se inunda regularmente cuando se inunda el Charente. En 2021, está en marcha un programa de tres años destinado a la conservación y restauración del monumento, operaciones precedidas por excavaciones arqueológicas.

## Descripción

### Arquitectura general: estructura sólida y estructura hueca

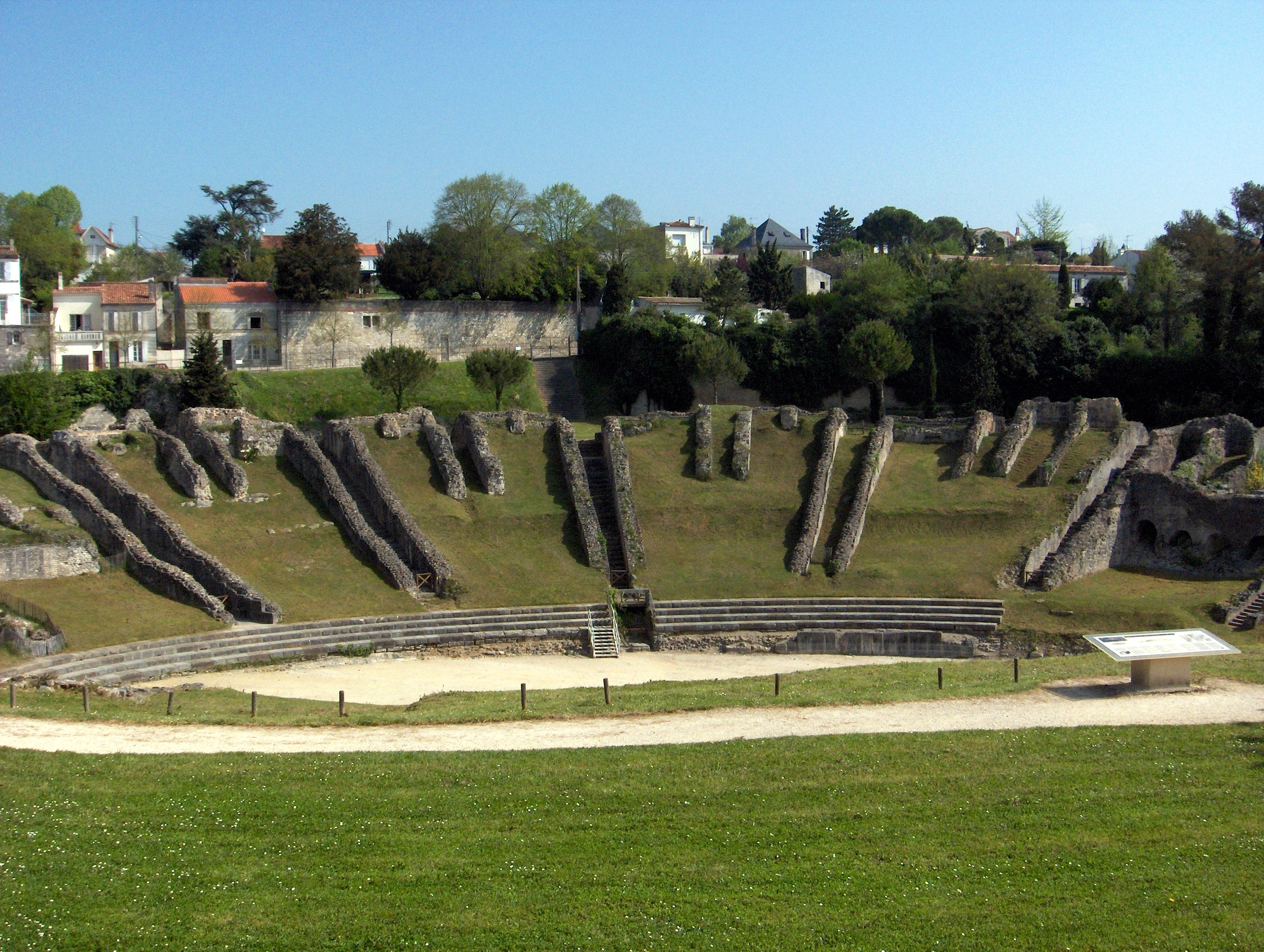
Cavea norte, suelo natural y terraplenes.

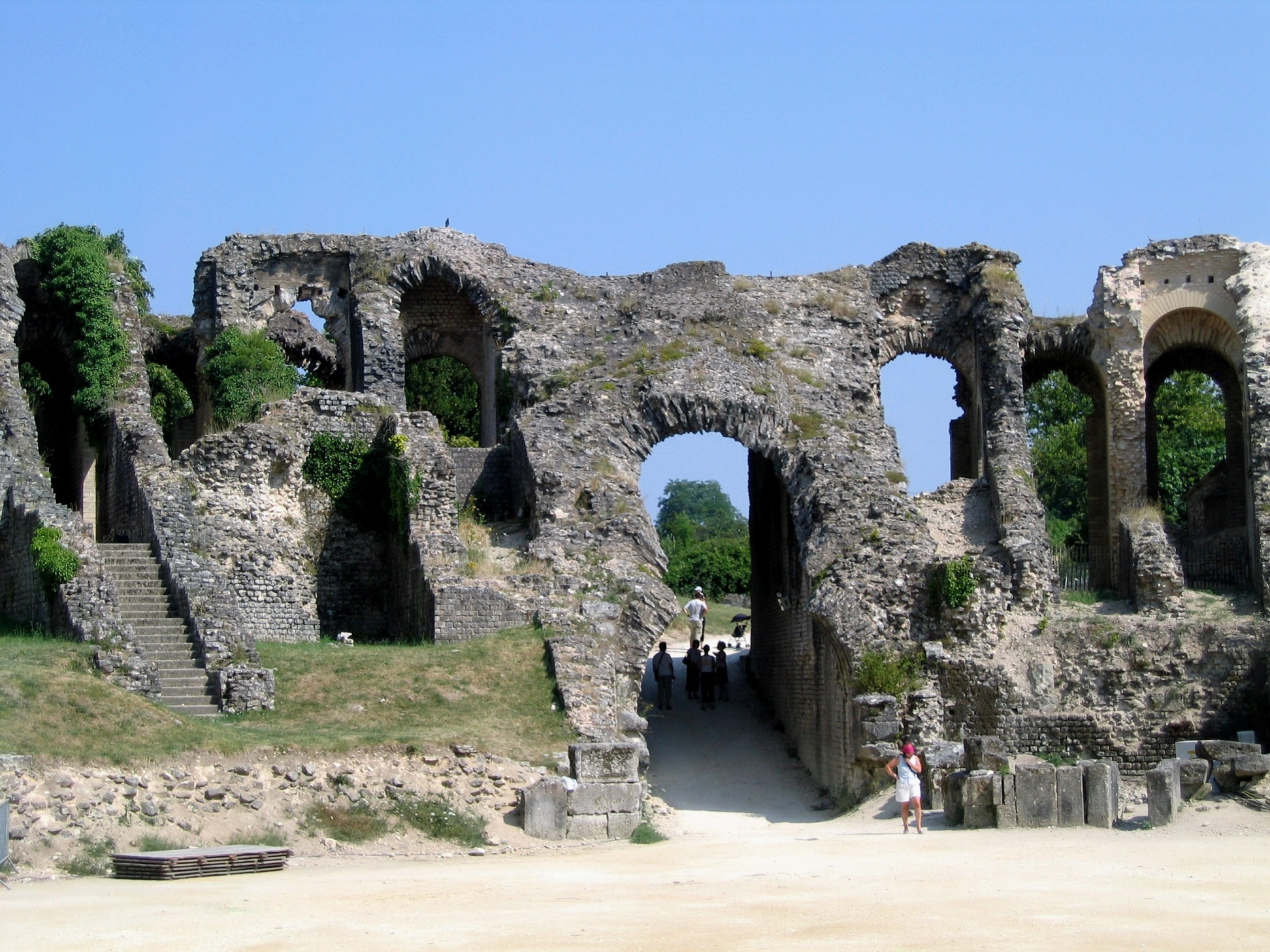
Cavea es, bóvedas radiantes.

La construcción del anfiteatro aprovecha el relieve natural. Los flancos rocosos norte y sur del valle se recortan para acomodar parte de la cavea. Al oeste, el valle está cerrado por un terraplén, quizás anterior a la construcción del monumento,que sostiene la mampostería del mismo modo ; muros de contención radiales delimitan corredores de acceso así como cajones rellenos de un terraplén que nivela la superficie de la cavea (estructura maciza). Solo la parte este del anfiteatro, frente a Charente, está completamente construida sobre bóvedas radiantes (estructura hueca). Sólo en este lado la fachada presenta su máximo desarrollo, con dos niveles de arcadas.El anfiteatro de Saintes combina pues las características de un monumento de estructura maciza (como en Senlis o Tours) y de un anfiteatro de estructura hueca (como en Nîmes o Arlés).
El anfiteatro de Saintes mide 126,40 mètres de eje largo por 101,60 metros de eje corto y puede albergar al menos a 15 000 personnes, sentadas en gradas apoyadas directamente sobre el suelo natural o sobre terraplenes. La arena tiene 65,20 metros de largo y 39,20 metros de ancho.
La mayor parte de la mampostería se realiza en pequeñas unidades de pequeños cascotes de piedra caliza (muros anulares y radiantes) o piedras planas montadas en el borde (bóvedas, arcadas ciegas). Los grandes bloques sólo se utilizan para las gradas (al menos las filas más cercanas a la arena), la pared del podio, las escaleras y los estribos de las entradas.

### Caveay vomitorios

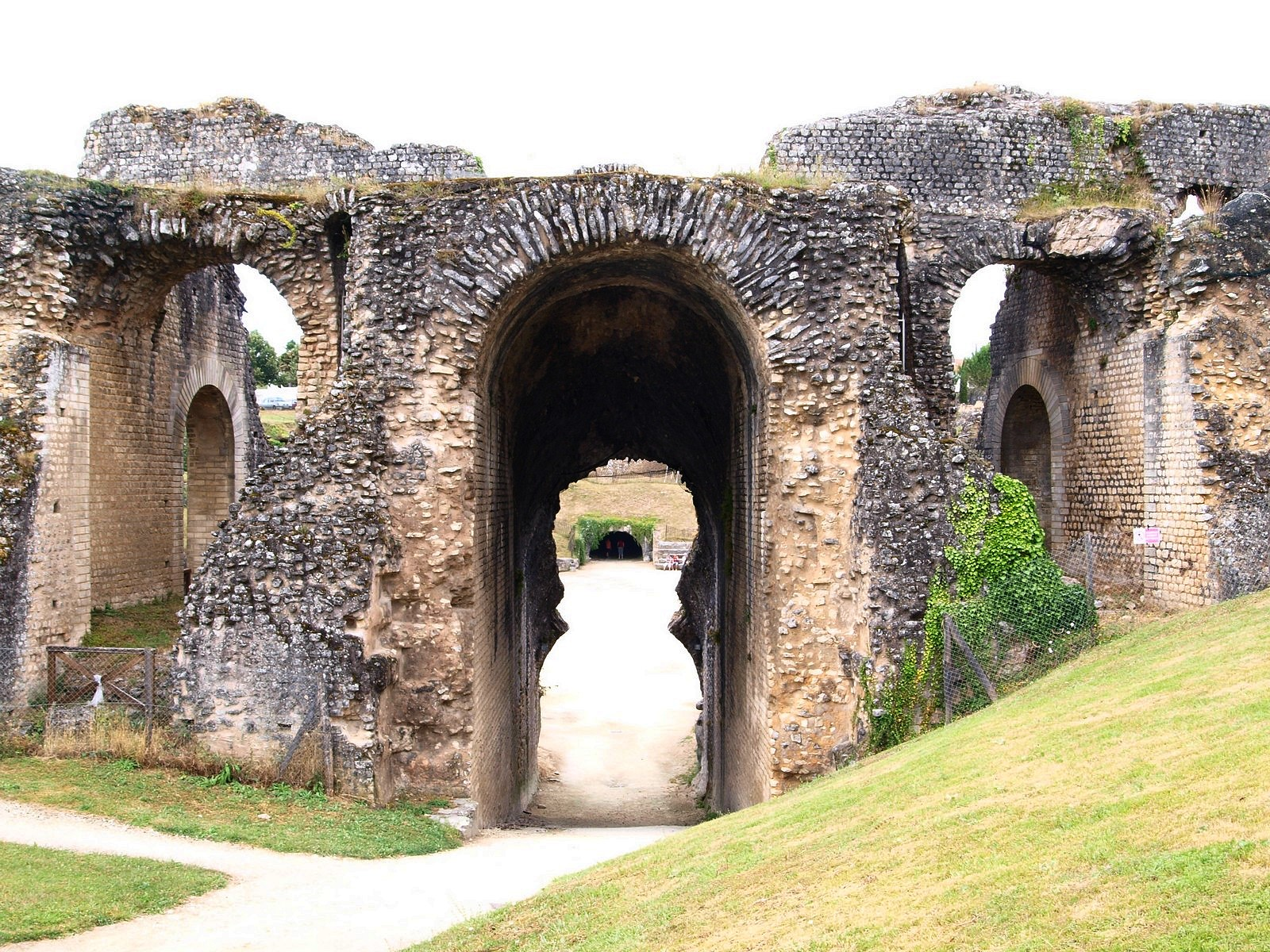
Entradas este (primer plano) y oeste (fondo).

Dos grandes puertas este y oeste comunican la arena con el exterior a través de dos túneles que pasan por debajo de la cavea. La Puerta Sanavivaria o puerta de la vida abre hacia el este. La puerta Libitinensis, llamada «puerta de los muertos», se abre a poniente pero es tapiada y rellenada en la época contemporánea. El monumento no tiene una galería anular en la planta baja, existiendo este dispositivo solo en el primer piso y solo cerca de la puerta este ; esta galería es accesible por escaleras en los vanos vecinos de esta puerta. Por otro lado, una explanada rodea el anfiteatro de norte a oeste diez u once metros por debajo del coronamiento de la cavea. Desde esta explanada, los espectadores pueden llegar a sus lugares por veintiocho escaleras que bajan a las gradas, estando estas escaleras bordeadas por muros que limitan los cajones de los terraplenes.
Los espectadores toman sus lugares en las gradas, en piedra para las filas más cercanas a la arena — se conservan parcialmente — y más probablemente de madera para las demás hileras, hasta el remate de la cavea.
A mitad de la escalera, en el lado sur, corre una pequeña fuente, conocida como la fuente de Santa Estela,cuyo trazado parece datar del siglo XII. En ese momento, los alrededores del anfiteatro fueron rellenados, lo que obligó a las aguas del manantial a abrirse paso hacia el interior de la cavea

### Muro de arena y podio

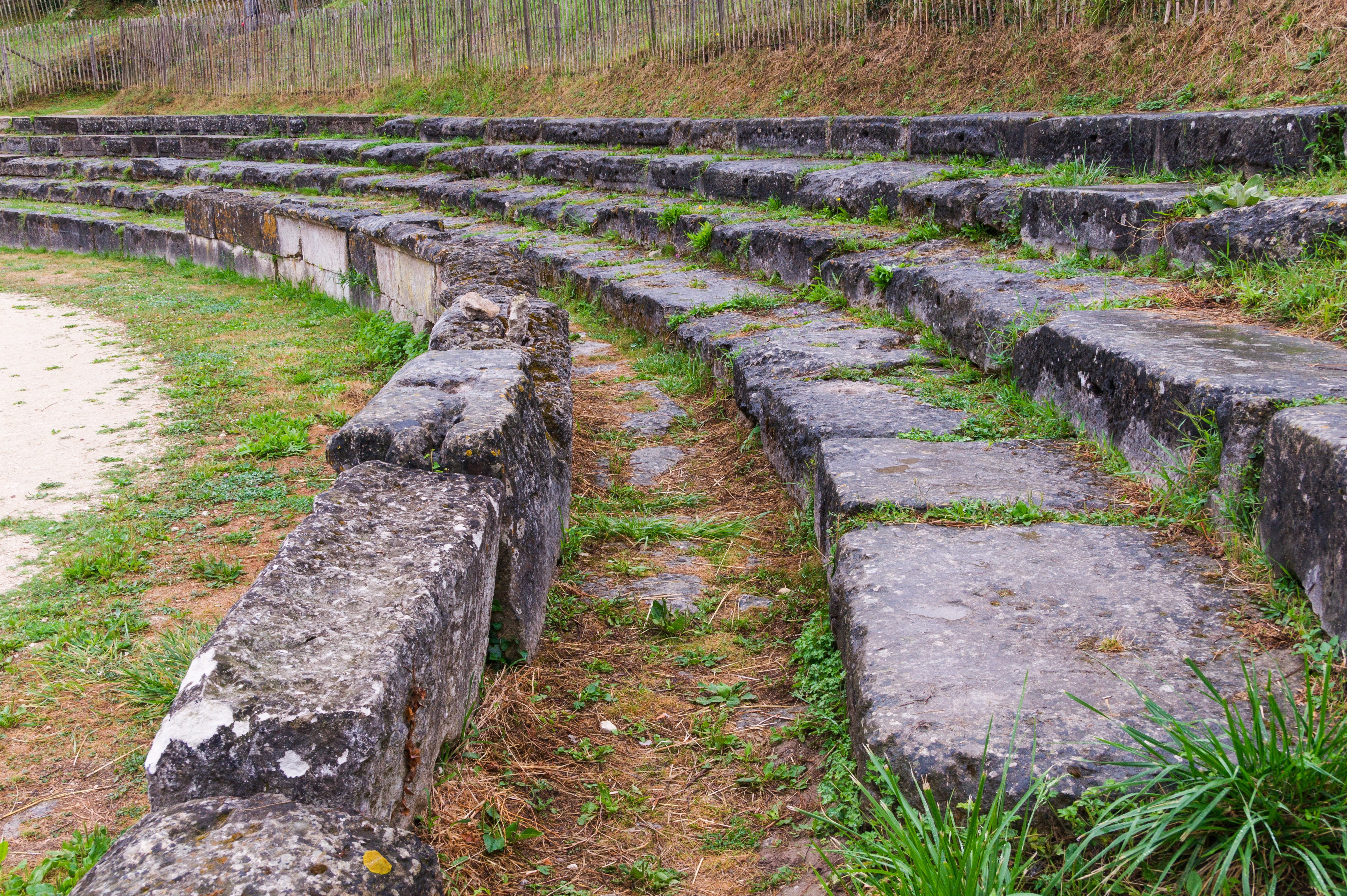
Pared del podio y primera grada.

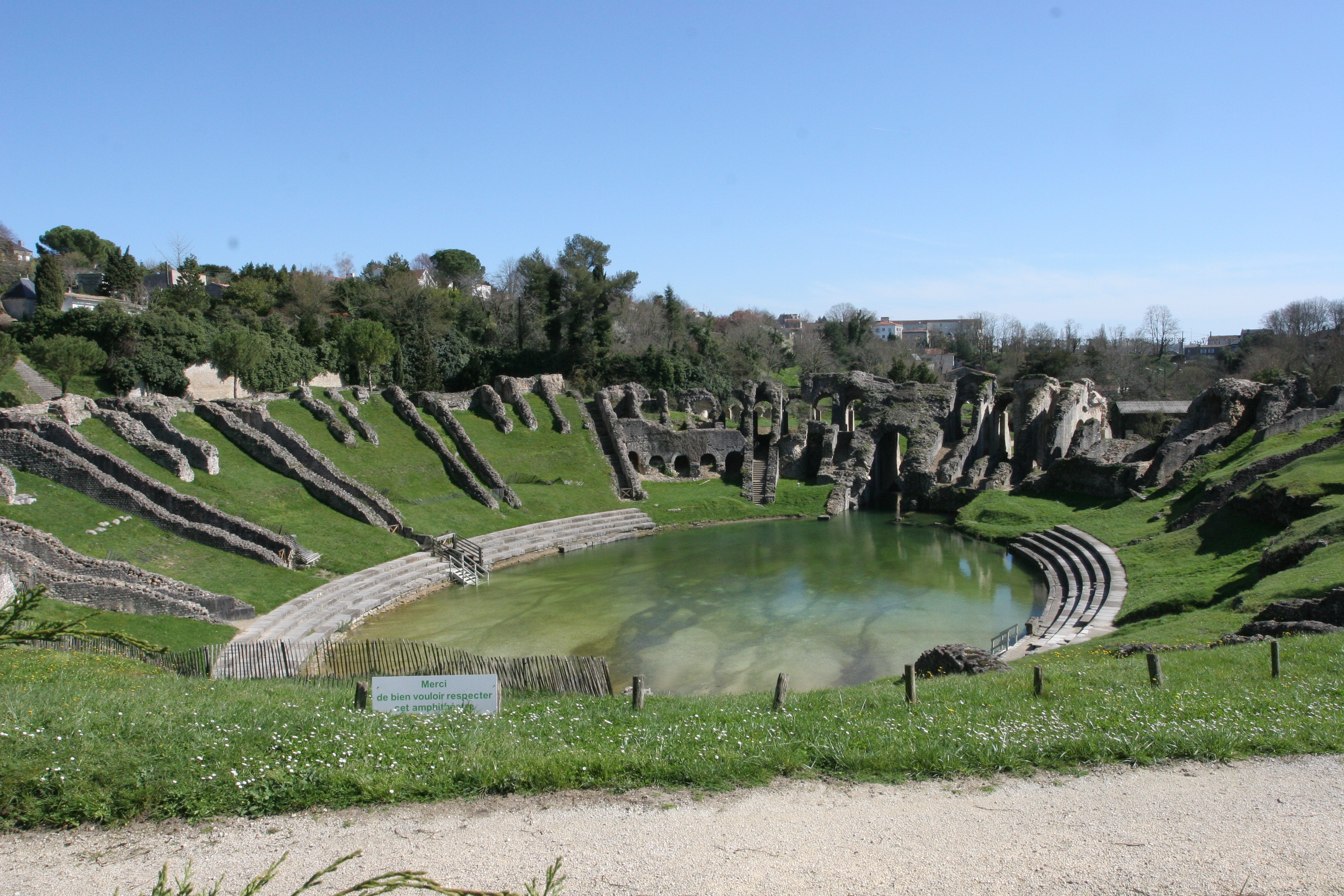
Arena inundada (2007).

El acceso a la arena es a través de las dos entradas este y oeste. Cada uno de estos corredores parece bordeado, en contacto con la arena, por salas de servicio, quizás celdas o carceres, que se abren tanto al corredor como a la arena Diametralmente opuestas en el eje corto del anfiteatro, en la base de la cavea, dos pequeñas salas son posiblemente sacella ; estos edículos están coronados por una logia de honor.
La arena está rodeada por un muro hecho de bloques de grandes aparatos de 2 mètres de alto y 0,80 m  de ancho, colocados con juntas agudas. No tiene sótano reconvertido en local de servicio pero está atravesado en su mayor longitud por una alcantarilla, en particular encargada de recoger y evacuar a Charente las aguas que escurren de la cavea y que son recogidas por un canalón anular en la base del podio.